# Balongsari (Tandes)
Balongsari is een bestuurslaag in het regentschap Soerabaja van de provincie Oost-Java, Indonesië. Balongsari telt 12.188 inwoners (volkstelling 2010).